# Liste der Gouvernements von Ägypten
Die Arabische Republik Ägypten ist in 27 Gouvernements (arabisch محافظات, DMG muḥāfaẓāt, Singular arabisch محافظة, DMG muḥāfaẓa) unterteilt, an deren Spitze jeweils ein Gouverneur im Ministerrang steht. Der ausgeprägte Zentralismus soll allmählich zugunsten einer größeren Selbstverwaltung auf regionaler Ebene abgebaut werden.
Die Namen der Gouvernements können gemäß der Norm ISO 3166-2:EG kodiert werden.

## Änderungen
Am 18. April 2008 wurden zwei neue Gouvernements, die Gouvernements Helwan und as-Sadis min Uktubar, entsprechend dem Präsidentenerlass vom Vortag gebildet. Am 14. April 2011 wurden diese jedoch wieder nach al-Qahira bzw. al-Dschiza eingegliedert. Das aktuell jüngste Gouvernement Ägyptens ist somit al-Uqsur, das am 7. Dezember 2009 geschaffen wurde.
Es ist geplant, mit den archäologischen Stätten von Dschiza ein eigenes touristisches Gouvernement zu schaffen.

## Hierarchie der ägyptischen Verwaltung
1. Gouvernements
2. Region
3. Stadt
4. Distrikt
5. Dorf

## Liste
| Karte | Gouvernement (Arabisch)                                                          | Fläche (km²) | Einwohner 2017 | Wissenswertes |
| ----- | -------------------------------------------------------------------------------- | ------------ | -------------- | --- |
|       | ad-Daqahliyya الدقهلية ad-Daqahliyya                                             | 3.471        | 6.492.381      | Die Hauptstadt Mansura war im Jahr 1250 Schauplatz der Schlacht von Mansura (Sechster Kreuzzug), bei der die Christen die Moslems zwar schlugen, aber kurz darauf König Ludwig IX. in die Gefangenschaft verloren.                                                                 |
|       | al-Bahr al-ahmar Rotes Meer البحر الأحمر al-Bahr al-ahmar                        | 203.685      | 359.888        | Verwaltungszentrum ist der Badeort Hurghada, das größte ägyptische Tourismuszentrum am Roten Meer. Das hohe Touristenaufkommen übertrifft die einheimische Bevölkerung um ein Vielfaches.                                                                                          |
|       | al-Buhaira البحيرة al-Buhaira                                                    | 10.130       | 6.171.613      | Die Sketische Wüste war eines der Gebiete, in dem sich das christliche Eremitentum entwickelte. Nördlich der Hafenstadt Rosette wurde 1799 der berühmte Stein von Rosette gefunden.                                                                                                |
|       | al-Fayyūm الفيوم al-Fayyūm                                                       | 1.827        | 3.596.954      | Al-Fayyum liegt am Ostrand der Libyschen Wüste und gilt als „Gemüsegarten Kairos“. |
|       | al-Gharbiyya الغربية al-Gharbiyya „das westliche Gouvernement“                   | 1.942        | 4.999.633      | Muḥāfaẓat al-Gharbiyya liegt im Zentrum des Nildeltas, im Schwemmland. |
|       | al-Iskandariyya Alexandria, الإسكندرية al-Iskandariyya                           | 2.679        | 5.163.750      | Al-Iskandariyya liegt am Mittelmeer. Die Hauptstadt Alexandria ist nach Kairo die zweitgrößte Stadt Nordafrikas. |
|       | al-Ismaʿiliyya Ismailia الإسماعيلية al-Ismāʿīliyya                               | 1.442        | 1.303.993      | Al-Ismaʿiliyya liegt in der Sueskanal-Zone. Die Stadt Ismaïlia (arabisch الإسماعيلية) wurde 1863 von Ferdinand de Lesseps gegründet, dann aber nach dem ägyptischen Vizekönig Ismail Pascha umbenannt.                                                                             |
|       | al-Dschiza الجيزة al-Dschīza, el-Gīza                                            | 85.153       | 8.632.021      | Al-Dschiza enthält den Westteil und den Süden von Kairo. Die Pyramiden von Gizeh liegen etwa acht Kilometer südwestlich der Stadt Gizeh (Gîza). |
|       | al-Minufiyya المنوفية al-Minūfiyya                                               | 1.532        | 4.301.601      | Al-Minufiyya liegt im westlichen Nildelta. Das Gouvernement ist die Heimat zweier Präsidenten: Anwar Sadat und Hosni Mubarak. |
|       | al-Minya المنيا al-Minyā                                                         | 32.262       | 5.497.095      | Die Stadt Minya ist Zentrum der Parfüm- und Seifenproduktion. In der Vergangenheit befand sich hier ein Baumwollzentrum, welches von ägyptischen und griechischen Baumwollbaronen gesteuert wurde.                                                                                 |
|       | al-Qahira Kairo, القاهرة al-Qāhira                                               | 3.085        | 9.539.673      | Zum Gouvernement gehört das Kairoer Stadtzentrum und die Kairoer Altstadt. Der Ostteil des Gouvernements erstreckt sich bis in die Arabische Wüste. |
|       | al-Qalyubiyya القليوبية al-Qalyubiyya el-Alyūbiyya                               | 1.001        | 5.627.420      | Al-Qalyubiyya liegt im südlichen Nildelta. Es ist durch seinen fruchtbaren Boden führend in der Produktion von Hühnern, Eiern, Orangen, Feigen und Aprikosen. |
|       | al-Uqsur الأقصر Luxor                                                            | 2.960        | 1.250.209      | Hauptstadt des jüngsten ägyptischen Gouvernements ist Luxor. In und um Luxor befinden sich einige der wichtigsten archäologischen Stätten Ägyptens. |
|       | al-Wadi al-dschadid Neues Tal الوادي الجديد al-Wādī al-dschadīd el-Wādī el-gedīd | 376.505      | 241.247        | Al-Wadi al-dschadid liegt im Südteil der Libyschen Wüste. Es ist das größte Gouvernement und nimmt rund 38 % der Gesamtfläche Ägyptens ein. |
|       | asch-Scharqiyya الشرقية asch-Scharqiyya „das östliche Gouvernement“              | 4.180        | 7.163.824      | Asch-Scharqiyya liegt im östlichen Nildelta. Das fruchtbare Gebiet ist ein Zentrum des Baumwoll- und Getreidehandels. |
|       | as-Suwais Sues السويس as-Suwais, es-Swēs                                         | 17.840       | 728.180        | Sues liegt in der Sueskanal-Zone und war vor der Entdeckung des Seewegs nach Indien um das Kap der Guten Hoffnung als großer Umschlagsplatz europäischer und indischer Waren bekannt, verfiel aber danach.                                                                         |
|       | Aswan أسوان Aswān                                                                | 679          | 1.473.975      | Aswan liegt in Oberägypten, beiderseits des Nils. Die Hauptstadt ist das gleichnamige Assuan. Zu diesem Gouvernement gehört der Nassersee. |
|       | Asyut أسيوط Asyūt                                                                | 1.553        | 4.383.289      | Asyut liegt in Mittelägypten. Der Ostteil erstreckt sich bis in die Arabische Wüste. Es erstreckt sich 120 km entlang des Nils. |
|       | Bani Suwaif بني سويف Banī Suwaif, Benī Swēf                                      | 1.322        | 3.154.100      | Bani Suwaif liegt in Mittelägypten und ist eines der ärmsten Gouvernemente. Der Westteil erstreckt sich in die Wüste. |
|       | Bur Saʿid Port Said بورسعيد Būr Saʿīd                                            | 72           | 749.371        | Port Said grenzt im Norden an das Mittelmeer. Verwaltungszentrum ist die Stadt Port Said, das nach dem ehemaligen Vizekönig Muhammad Said benannt wurde. Es ist Umschlagplatz für Baumwolle und Reis, zugleich aber auch Tanklager für die Schiffe, die den Sueskanal durchqueren. |
|       | Dumyat Damietta دمياط Dumyāt                                                     | 589          | 1.496.765      | Dumyat grenzt im Norden an das Mittelmeer. Verwaltungszentrum ist Dumyat (Damietta). Damietta war auch Ziel des vom französischen König Ludwig IX. geführten Sechsten Kreuzzugs. Die Kontrolle von Damietta bedeutete die Kontrolle über den Nil.                                  |
|       | Dschanub Sina Süd-Sinai جنوب سيناء Dschanūb Sīnāʾ, Genūb Sīnā                    | 33.140       | 102.018        | Südsinai liegt im Süden der Sinai-Halbinsel. An der Südspitze der Halbinsel liegt die bekannte Stadt Scharm asch-Schaich. Das Katharinenkloster liegt unterhalb des Bergs Sinai.                                                                                                   |
|       | Kafr asch-Schaich كفر الشيخ Kafr asch-Schaich, Kafr esch-Schēch                  | 3.437        | 3.362.185      | Kafr asch-Schaich grenzt im Norden an das Mittelmeer. Die Stadt Disuq war die Hauptstadt der Hyksos, eine Gruppe von semitischen Einwanderern, die um 1648 v. Chr. Ägypten eroberten.                                                                                              |
|       | Matruh مطروح Matrūh                                                              | 212.112      | 425.624        | Matruh liegt im Nordteil der Libyschen Wüste und grenzt im Westen an Libyen. Der Ort Marsa Matruh war im Zweiten Weltkrieg eine britische Basis und Endpunkt der eingleisigen Bahnstrecke von Alexandria über El-Alamein.                                                          |
|       | Qina قنا Qinā, Enā/Genā                                                          | 1.796        | 3.164.281      | Qina liegt in Oberägypten. In der Kleinstadt Nag Hammadi wurden 1945 dreizehn Papyrus-Kodizes in koptischer Sprache gefundenen. Die 47 enthaltenen Schriften sind als Nag-Hammadi-Schriften bekannt.                                                                               |
|       | Schimal Sina Nord-Sinai شمال سيناء Schimāl Sīnāʾ                                 | 27.574       | 450.328        | Nordsinai liegt im Norden der Sinai-Halbinsel. Im Mittelalter wurde die Stadt al-Arisch von den Pilgern fälschlicherweise mit dem biblischen Ort des Sukkots (Laubhüttenfestes) der Bibel gleichgesetzt.                                                                           |
|       | Sauhadsch Sohag سوهاج Sauhādsch, Sōhāg/Sōhādsch                                  | 1.547        | 4.967.409      | Sauhadsch liegt in Mittelägypten. Die antike Stadt Abydos war eine der bedeutendsten Nekropolen. |

Hinweis: Sind zwei durch ein Komma getrennte Transkriptionsmöglichkeiten aufgeführt, so stellt die erste die hocharabische und die zweite die ägyptisch-arabische Variante dar.